# جمالائيل
جمالائيل أحد الشخصيات البارزة في المجتمع اليهودي خلال القرن الأول، كان عضوًا في السنهدرين أي المجلس الأعلى لليهود ويتبع جماعة الفريسيون، ذكر في العهد الجديد خلال سفر أعمال الرسل مرتين، ووصف بأنه شخصية مرموقة يحترمها جميع الشعب؛ برز دوره خلال محاكمة بطرس ويوحنا بن زبدي، حيث على الرغم من تشدده ثنى المجلس عن قتلهما كما كان يريد أغلب الأعضاء من خلال مداخلة طويلة يذكرها سفر الأعمال، وقد استطاع اقناع المجلس بضرورة ذلك وبأهمية إطلاق سراحهما حقنًا للدماء ومنعًا لتدخل الرومان.
يذكر أن بولس قد تعلم على يديه.
 يعني اسمه في اللغة العربية، جمال الله.